# Vonkaputous
Vonkaputous in Linnanmäki (Helsinki, Uusimaa, Finnland) war eine Wasserachterbahn vom Modell Liquid Coaster des Herstellers Premier Rides, die am 12. Mai 2001 eröffnet wurde. Am 22. Oktober 2017 wurde sie geschlossen. Sie war neben BuzzSaw Falls in Silver Dollar City die einzige Achterbahn von diesem Modell des Herstellers und nach Poseidon im Europa-Park die zweite Wasserachterbahn Europas.
Als Thematisierung wurden finnische Holzfäller- und Sägewerkstation eingesetzt, wobei zwei Holzhäuser durchfahren wurden.

## Wagen
Vonkaputous besaß drei, jeweils 1700 kg schwere Wagen. In jedem Wagen konnten zehn Personen (fünf Reihen à zwei Personen) Platz nehmen.

## Fahrt
Das Layout war sehr schlicht gehalten. Nachdem die Wagen den 24,1 m hohen Lifthill hochgezogen wurden, fuhren die Wagen eine geschwungene Abfahrt entlang Richtung der großen Abfahrt. Hierbei beschleunigten die Wagen auf 60 km/h und schossen ins Wasser. Die Wagen wurden dabei nur vom Wasser abgebremst; es kamen weder Reibbremsen noch Magnetbremsen zum Einsatz. Zur Station gelangten die Wagen durch eine leichte Strömung des Wassers sowie durch Reibräder.
Sollte der Wasserstand im Auslaufbecken zu gering gewesen sein und somit die Gefahr einer unzureichenden Bremsleistung gegeben sein, gab es sowohl vom Computersystem keine Startfreigabe für die Wagen und zusätzlich waren entlang der Auslaufstrecke Gummiflächen an den Schienenrohren montiert, die für zusätzliche Reibung sorgten.